# Audrey Coulter
Audrey Coulter est une cavalière de saut d'obstacles américaine. Elle commence à monter à cheval à l'âge de 3 ans, à Los Angeles.